# Discografia lui Luciano Pavarotti

Aceasta este o listă reprezentând discografia tenorului Luciano Pavarotti. Lista deține informații despre opera sa. 

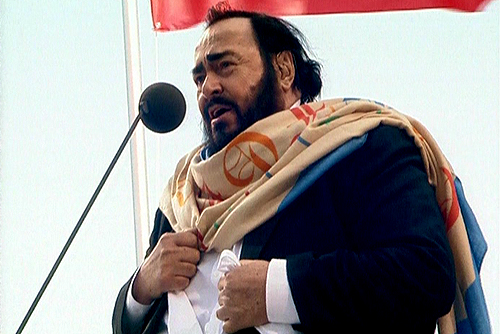
Tenorul Luciano Pavarotti.

## Opera
| An   | Album                                  |  |
| ---- | -------------------------------------- |  |
| 1980 | La Bohème                              |  |
| 1984 | Andrea Chenier                         |  |
| 1984 | Requiem                                |  |
| 1985 | Turandot                               |  |
| 1985 | Rigoletto                              |  |
| 1985 | La Gioconda                            |  |
| 1985 | Mefistofele                            |  |
| 1985 | Un ballo in maschera                   |  |
| 1985 | Lucia di Lammermoor                    |  |
| 1986 | Il trovatore'                          |  |
| 1986 | La fille du Regiment                   |  |
| 1986 | L'elisir d'amore                       |  |
| 1986 | Guglielmo Tell                         |  |
| 1986 | Der Rosenkavalier                      |  |
| 1986 | La sonnambula                          |  |
| 1987 | Madama Butterfly                       |  |
| 1987 | I Puritani                             |  |
| 1987 | I Puritani                             |  |
| 1988 | Tosca                                  |  |
| 1988 | Idomeneo                               |  |
| 1988 | Norma                                  |  |
| 1988 | Cavalleria rusticana -Pagliacci        |  |
| 1989 | Rigoletto                              |  |
| 1990 | Maria Stuarda                          |  |
| 1990 | Aida                                   |  |
| 1990 | La favorita                            |  |
| 1990 | La Bohème                              |  |
| 1990 | L'elisir d'amore                       |  |
| 1991 | La Traviata                            |  |
| 1991 | Otello                                 |  |
| 1992 | Beatrice di Tenda                      |  |
| 1993 | La Bohème                              |  |
| 1993 | La Traviata - Highlights               |  |
| 1993 | Manon Lescaut                          |  |
| 1993 | Macbeth                                |  |
| 1995 | Il trovatore                           |  |
| 1997 | Petite Messe Solennelle - Stabat Mater |  |
| 1997 | I Lombardi                             |  |
| 1998 | Erani                                  |  |
| 1998 | Rigoletto                              |  |
| 1998 | Un ballo maschera                      |  |
| 1998 | Il Trovatore                           |  |
| 1999 | Tosca - Highlights                     |  |
| 2000 | Rigoletto - Highlights                 |  |
| 2000 | Il Trovatore                           |  |
| 2001 | Bellini                                |  |
| 2001 | Luisa Miller                           |  |
| 2002 | Un ballo in maschera - DVD             |  |
| 2003 | Luisa Miller                           |  |
| 2004 | La Bohème - Highlights                 |  |
| 2004 | Turandot - Highlights                  |  |
| 2004 | Puccini                                |  |
| 2005 | Luciano Pavarotti                      |  |

## Colecții
| An/Colecție                               |
| ----------------------------------------- |
| 1979 O sole mio                           |
| 1984 Mamma                                |
| 1985 Passione                             |
| 1989 Tutto Pavarotti                      |
| 1990 The essential Pavarotti              |
| 1993 Ti amo Puccini's greatest love songs |
| 1997 Pavarotti plus                       |
| 1997 Pavarotti greatest hits              |
| 1998 Great duets & trios - Live           |
| 1998 Notte d'amore                        |
| 1998 Donizetti Arias                      |
| 1998 Arias & Duets - Ferni Pavarotti      |
| 1999 Verdi Arias - La donna e mobile      |
| 2001 Quarrant'anni per la Lirica          |
| 2001 Live recital                         |
| 2001 Nessun dorma                         |
| 2001 The Pavarotti Edition                |
| 2002 The Singers                          |
| 2003 Ti adoro                             |
| 2004 Pavarotti Plus                       |
| 2004 The best of Luciano Pavarotti        |
| 2004 Pavarotti in Central Park            |
| 2004 Pavarotti și Levine în recital       |
| 2005 For lovers only                      |